# A Experiência Cruspiana
A Experiência Cruspiana é um documentário realizado em junho de 1986 sobre o CRUSP, a moradia estudantil da USP, desde sua ocupação por estudantes em luta por moradia em 1963. O CRUSP retratado é um importante ponto de resistência política contra a ditadura militar, nos anos 1960 e 1970, além de um espaço de experiências comunitárias diversas nos anos 1980. No documentário há relatos do então estudante José Dirceu, político eminente do país que veio a se tornar ministro durante o governo Lula, postriormente condenado e detido por corrupção. O documentário foi dirigido por Nilson Queiróz Couto e recebeu o "Prêmio Estímulo" da Secretaria do Estado da Cultura de São Paulo.